# De Fryske Beweging

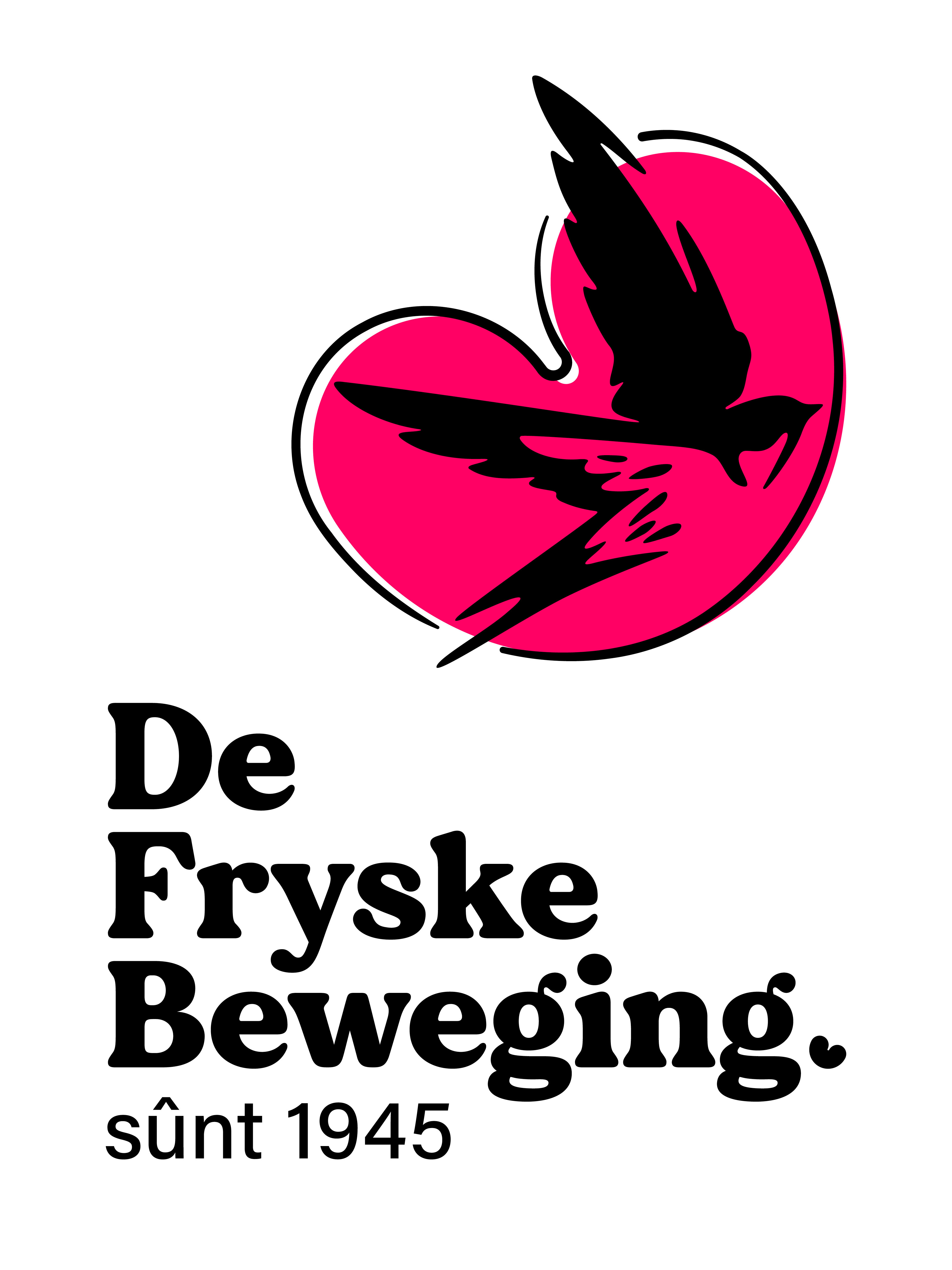

De Fryske Beweging (DFB) (statutair: Stifting Ried fan de Fryske Beweging) is een in Leeuwarden gevestigde stichting waarbinnen diverse culturele organisaties uit Friesland gemeenschappelijk activiteiten ondernemen op het gebied van de Friese taal en cultuur. DFB is de Nederlandse vertegenwoordiging van de Föderalistische Union Europäischer Volksgruppen (FUEV), de internationale koepel van organisaties die zich inzetten voor de rechten van kleine volkeren en taalgroepen.
De naam van de organisatie verwijst naar de Friese beweging, waarmee sinds de 19e eeuw geheel van personen en organisaties wordt bedoeld, die zich inzetten voor het behoud en versterken van de Friese taal en cultuur.
De Fryske Beweging moet niet verward worden met de Fryske Rie, die culturele contacten tussen Nederlandse en Duitse Friezen onderhoudt.

## Structuur
De Fryske Beweging heeft een bestuur waarin twaalf lidorganisaties zijn vertegenwoordigd. Daarnaast zijn enige honderden personen en organisatie 'stiper' (donateur) van DVF. Ook zij hebben vertegenwoordigers in het bestuur. Daarnaast heeft hij uit giften en legaten een eigen vermogen opgebouwd. De provincie Friesland verleent DVF een vaste jaarlijkse subsidie. Voor projecten betrekt de organisatie gelden uit verschillende provinciale, nationale en internationale fondsen.
De aangesloten organisaties zijn:
- Federaasje fan Fryske Studinteferienings
- It Frysk boun om utens
- Freonen fan Omrop Fryslân
- Jongfryske Mienskip
- Kristlik Frysk Selskip
- It Frysk Amateur Toaniel (IFAT)
- Selskip foar Fryske tael en Skrifttekennisse
- Fryske Rie
- Stichting Ons Bildt
- Feriening Frysk Underwiis
- Vereniging van Leraren in Levende Talen (VLLT)
- Stellingwarver Schrieversronte

De organisatie heeft diverse permanente en tijdelijke werkgroepen, die grotendeels zelfstandig opereren. Deze werkgroepen bestaan uit medewerkers van de aangesloten instellingen en vrijwilligers. Daarnaast heeft DVF drie mensen in dienst. Zij houden zich bezig met diverse projecten.

### Grote en langlopende projecten
- de Friestalige nieuwswebsite It Nijs[1]
- het taalleerproject VoLANGteers
- het bordspel Euregua[2]
- het zestigjarig jubileum van Kneppelfreed in 2011
- 'Www.goedfrysk.nl',[3] een gratis Friese vertaal- en correctieservice

## Geschiedenis

### Voorlopers
Oorspronkelijk was de Friese beweging een reactie op centralisatie van de politieke macht in Nederland. De voorlopers van de Friese beweging verzetten zich niet tegen gebruik van het Nederlands, maar legden de nadruk op de Friese bijdrage aan het ontstaan van de Nederlandse natie. In 1844 werd het Selskip foar Fryske Taal- en Skriftekennisse (later Selskip 1844) opgericht. Rond 1900 kwam de Friese taal centraal te staan in de strijd van de Friese beweging voor gelijkberechtiging van het Fries en de Friezen. 
Nederland verzuilde aan het begin van de twintigste eeuw. En zo ook in Fryslân. Naast het 'algemene' Selskip 1844 ontstonden diverse nieuwe organisaties, zoals het Kristlik Frysk Selskip en de Roomsk Frysk Boun. Al in 1916 werd een Algemene Fryske Rie opgericht, die echter niet lang heeft bestaan. De verdeeldheid binnen de Friese beweging was slecht overheen te komen. Toch werden in die periode grote stappen gezet door activiteiten van de Fryske Beweging onder te brengen bij de overheid. Hedendaagse instellingen zoals de Fryske Akademy, Tresoar en Afûk hebben wortels in de Fryske Beweging.  

### De Friese beweging tijdens de Tweede Wereldoorlog
Op instigatie van de Duitse bezetter werd daarom in de zomer van 1940 een driemanschap gevormd, bestaande uit vertegenwoordigers van verschillende richtingen binnen de beweging, namelijk Douwe Kalma (namens het Selskip 1844), Eeltsje Folkertsma (namens het Kristlik Frysk Selskip) en de nationaalsocialist Rintsje Sybesma. Douwe Kalma trok zich terug toen bekend werd dat hij zich bij de fascistische Friesche volkspartij had aangesloten en werd vervangen door de socialistische predikant Jaap Kalma. Later trok ook Sybesma zich terug, waarna het tweemanschap in 1943 werd opgeheven. 
In mei 1941 richtten Sybesma en andere Duitsgezinde Friezen een nieuwe organisatie op, de Fryske Rie van Saxo-Frisia (niet te verwarren met de Great-Fryske Rie), die de resterende activiteiten van de Friese beweging moest bundelen. Voorzitter werd de NSB'er Douwe Kiestra. De Rie gaf het blad It Fryske Folk uit, met een oplage van 200 exemplaren. De organisatie was formeel een onderafdeling van de stichting Saxo-Frisia, die weer gelieerd was aan de Nederlandsche SS en de SS-Ahnenerbe. Tussen de Fryske Rie en Saxo-Frisia boterde het niet. De leider van Saxo-Frisia, de Groningse rector-magnificus J.M.N. Kapteyn, moest weinig hebben van het Friese nationalisme. Kiestra trad in januari 1944 af als voorzitter van de Fryske Rie, die daarna werd ontbonden. 

### Oprichting van de stichting
De georganiseerde Fryske Beweging kwam uit de bezettingstijd zonder blaam, maar ook zonder veel illegale glans. Vrij snel na de bevrijding in 1945 is de stichting Ried fan de Fryske Beweging opgericht. Het moest een contactpunt tussen de Friese beweging en de overheid worden. Door samenwerking probeerden de lidorganisaties de Friese taal steviger in de wet te verankeren. De Nederlandse regering had tot die tijd voor het Fries vrijwel niets juridisch geregeld. 

### 1945-1995
Aangesloten gezelschappen van het eerste uur waren het Selskip 1844, het Kristlik Frysk Selskip (KFS), het Roomsk Frysk Boun (RFB) en de Boun fan Frysk-Nasjonale Jongerein. Al snel werd een Cultuurraad opgericht. In de oorlog was het verzetsblad Frysk & Frij ontstaan. Dat zou het gemeenschappelijke blad moeten worden voor de aangesloten gezelschappen. Weldra kwamen daarnaast andere bladeren, zoals de Stem van Friesland, die tot in de twintigste eeuw heeft bestaan. Het weekblad Frysk & Frij verscheen aanvankelijk tot 1966. Het maakte later een doorstart buiten de gezelschappen om. Jarenlang was De Stiennen Man het orgaan van de Friese beweging. Daarin werden soms zaterdagse stukken gepubliceerd over van alles waar de Fryske Beweging zich mee bezig hield. De Raad zette in op emancipatie van het Fries. Belangrijkste strijdpunt van de Raad waren gelijke rechten van het Fries naast het Nederlands, ten opzichte van een tweetalig Friesland. Bewustwording is een belangrijk thema. 
Vanuit de Fries-Nationale jeugd werd de Volkshogeschool Terschellingaland opgericht. Vanaf 1949 werd de Herdenking van de Slag bij Warns in 1345 op het Roode Klif georganiseerd. Dat ging later over in een aparte stichting. De Raad was vanaf het begin lid van de FUEN. In 1950 organiseerden de Friezen het eerste internationale congres van die koepelorganisatie. Andere strijdpunten van de Friese Beweging waren het vertalen van de bijbel in het Fries en het bevorderen van het Fries in de provinciale en gemeentelijke politiek. In 1951 moest beweger Fedde Schurer voor het recht komen. De zaak ging over het gebruik van het Fries. De ophef op het Zaailand, tegenover de rechtbank gaat de boeken in als Kneppelfreed. Het is bepalend geworden voor de positie van het Fries in het bestuurlijk verkeer. Naast strijd voor het Fries, zoals het bevorderen van de Friese spelling en Friestalig onderwijs, was ook de Friese cultuur en de positie van Fryslân belangrijk. Zo heeft de Fryske Beweging zich ingezet voor het afsluiten van de Lauwersee. Dit doel was tweederlei: meer veiligheid en betere levensmogelijkheden in een gebied met een kleiner wordend inwonertal. 
Langzamerhand werd de instandhouding van het Fries een taak van de overheid. De gezelschappen juichten zich steeds meer toe op het vermaken van hun eigen leden met uitgaven en toneel. Het CFS bracht sinds 1976 een Friestalig bûsboekje uit. Nadat het KFS werd gestopt en deel werd van Kruispunt staat de Raad borg voor de onafhankelijke redactie. Halverwege jaren tachtig werd het Europees Bureau voor de Kleine Talen opgericht. De Raad hield zich toen vooral nog bezig met interne aangelegenheden en het schrijven van protestbrieven.

### Jaren '90: Neergangen en nieuwe koersen
Begin jaren 90 waren diverse lidorganisaties slapend. Het besef ontstond dat de Raad moest veranderen om rillevant te blijven. Deze verandering kwam na het vijftigjarig bestaan in 1995. Er werd meer ingezet op wervingsacties bij het grote publiek. Zo wilden ze een grotere achterban aan de Friese Beweging binden. Die koersverandering zorgde voor een opleving. Verschillende nieuwe organisaties werden lid. De Raad kreeg meer het karakter van een forum dat zich leende voor allerlei culturele activiteiten op het gebied van de Friese taal en cultuur. Ook het aantal donateurs groeide. 
De Raad organiseerde van 1995 tot 1999 jaarlijks het Friestalige popfestival Princessehof. Een commissie wist diverse gemeentebesturen ertoe te bewegen om haar gemeente- of dorpsnamen officieel in het Fries vast te stellen. Ook werd de Raad uitgebreid tot de niet-Friestalige streken van Fryslân, de Stellingwerven en Het Bildt. De Ried begon in die jaren met het prijzen van initiatieven voor het Fries. Naast het versturen van plombrieven werd in 1996 De Fear in de broek ingesteld. Deze prijs wordt nog altijd jaarlijks uitgereikt aan een persoon of organisatie die goed bezig is met de Friese taal. 
In 1498 werd Fryslân een bestuurlijke eenheid. De provincie wilde een feestelijk gebeuren van het jubileum maken. Het organisatiecomité Fryslân 500 riep op 20 juni 1998 op, om met een vlaggenspektakel de rest van de wereld te groeten. Niet veel vlaggen werden uitgestoken. Sommige mensen hingen de vlag zelfs halfstok. In Bitgum was er een rel omdat de koster een zwarte vlag op de kerk zette. Het 'feest' was dus niet erg geslaagd. Het zorgde echter al voor een tegenbeweging van onderen op: Simmer 2000. 
Met Simmer 2000 werden in de zomer van het jaar 2000 Friezen buiten Fryslân uitgenodigd om naar het vaderland terug te komen voor een reünie. Er werden door de hele provincie allerlei activiteiten en festiviteiten georganiseerd, van paardenraces en iepenloftspullen tot reünie's, kerkdiensten en fotoexposities. In dat jaar werd ook de eerste Slachtemarathon gelopen. De betrokkenheid van de Ried bij Simmer 2000 was echter beperkt. Ze waren meer met zichzelf bezig dan met de Friese bevolking. In 2006 deed een werkgroep een aantal voorstellen voor vernieuwing. Er moesten meer organisaties lid worden van de Raad, waaronder sportclubs. De naam moest veranderen in Fries verband. Ook moest er een Fries Huis als ontmoetingsplek komen. De verschillen tussen werkgroep en het bestuur van de Ried was niet overheen te komen. Daarmee bleef het zoals het was. 

### Nieuwe kansen in het nieuwe millenium
Na 2009 kreeg de Ried door een erfenis meer financiële armslag. Dat maakte het mogelijk om te werken met betaalde krachten. Ook konden er nieuwe projecten worden opgestart, zoals het taalleerproject VoLANGteers, het bordspel Euregua, startside.frl en de Friese taal- en correctieservice goed frysk.frl. Er werd een Fedde Schurerlezing ingesteld. Een langlopende activiteit was itnijs.frl, een Friestalige nieuwssite. Tot en met 2021 werd de Friese Reclameprijs uitgereikt. Van 2018 tot 2022 gaf de Raad het blad DE NIJE uit, als opvolger van het blad De Swingel, dat enkel voor donateurs was. Financieel kon DE NIJE niet uit. De verkoop in de kiosk liep door de coronacrisis helemaal stuk. DE NIJE was gericht op een breed publiek. DE NIJE was ook de basis voor een aantal publieksactiviteiten, zoals een dichtwedstrijd en een vertaalwedstrijd voor liederen. Voor die activiteiten was er vrij wat belangstelling. Na de jaren 2020-2021 werd een vernieuwingstraject ingezet. Het bestuur vergrijsde en sommige activiteiten waren door de tijd ingehaald. Zo was de taal- en correctieservice goedfrysk.frl een inspiratiebron voor www.Frysker.nl een samenwerkingsproject van de provinsje Fryslân, Afûk en de Fryske Akademy. In 2023 werd de organisatiestructuur van de Raad veranderd. De naam werd veranderd in De Fryske Beweging (DFB). Sommige activiteiten zijn gestopt. 
De stichting heeft echter nog altijd de bedoeling om andere Friese Bewegingsorganisaties te faciliteren. DFB reikt nog elk jaar De Fear uit en is betrokken bij de Fedde Schurerlezing. Ook pluimbrieven worden nog regelmatig verstuurd aan mensen of organisaties, die zich inzetten voor het gebruik van de Friese Taal. Startside.frl is in 2024 opgegaan in de eigen website. Minder zichtbaar voor het grote publiek zijn de activiteiten die DFB faciliteert op het gebied van contacten met de politiek en het netwerk van aangesloten organisaties. De nieuwssite Itnijs is in 2024 omgevormd naar het nieuwe platform Goeie.frl, dat een positieve plek moet zijn. Zodat DFB probeert het bijzondere van de Friezen en Fryslân te delen met anderen en (nieuwe) Friezen activeert om mee te doen. 

## Nieuws over de Fryske Beweging
- NOS, 8 mei 2024, ING-medewerkers mogen voortaan toch Fries praten met klanten
- Omrop Fryslân, 16 maart 2024, Nije foarsitter Sjirk Bruinsma (24) wol 'positivere' Fryske Beweging
- LC.nl 27 november 2023, Grijze Ried fan de Fryske Beweging trekt belerend vingertje in en neemt frisse afslag: van taalwachter naar taalhelper